# Blacko
 (juin 2024).
Blacko, de son vrai nom Karl Appela, est un chanteur de reggae et rappeur français originaire de Deuil-la-Barre, né le 5 février 1979 à Montfermeil en Seine-Saint-Denis. Initialement membre de Sniper, il annonce son départ du groupe en 2008. La même année, il publie son premier album solo, intitulé Enfant du soleil. En novembre 2015, il publie son deuxième album Dualité. Courant 2016, il annonce son retour dans le groupe Sniper, avec qui il sort un nouvel album en octobre 2018, intitulé Personnalité suspecte, vol. 1. 
En 2024, Blacko sort son troisième album reggae intitulé Chakras sur le label Heartistic Music.

## Biographie

### Jeunesse et débuts
D’origine réunionnaise, Karl Appela est né le 5 février 1979 à Montfermeil en  Seine-Saint-Denis. Il se lance dans le rap à l'âge de douze ans.
Dès son arrivée à Deuil-la-Barre dans le Val-d'Oise, il intègre le groupe A.R. Possee. À 15 ans, il quitte le groupe pour intégrer Kaotik. La même année, il entre dans le collectif Comité de Deuil et rencontre Tunisiano avec qui il crée Personnalité Suspecte. Grâce à ses facilités pour le ragga hip-hop, il devient l'un des membres phares du collectif et se fait remarquer sur le morceau 9.5.1.7.0. de M Group. La rencontre avec son père est un événement marquant de sa vie qui lui permet de mieux se connaître lui-même et de connaître ses vraies origines, La Réunion.
Blacko se définit comme croyant en un seul Dieu et « à la fois comme musulman et chrétien » notamment dans le morceau Mon rêve de l'album Enfant du soleil.
Étant donné que le reggae est beaucoup lié au mouvement Rastafari, Blacko garde des dreadlocks[réf. souhaitée].
Karl se produit aux Hip-hop Folies de La Rochelle en 1997, et lance le groupe Sniper avec ses deux acolytes. C'est au sein du groupe Sniper que commence le succès avec de nombreux albums vendus à travers la France de leur premier opus Du rire aux larmes. Blacko se démarque avec un flow mélangeant reggae, chant et rap. C'est à la suite du deuxième album de Sniper, Gravé dans la roche, que Blacko a deux accidents de scooter en quelques jours, c'est ce qui fait qu'il a remis en question sa vie. Ce changement se ressent aussi dans sa musique. Cependant Blacko garde toujours le côté « engagé » du rap, en effet selon sa philosophie, les mots sont des armes. Pour Blacko cette idéologie est clairement appliquée. Il chante pour défendre ses convictions et faire partager un message conscient.
En 2005, il sera invité à poser sur le titre Un jour de paix avec le groupe 113. L'année suivante correspond à la sortie du troisième album du groupe Sniper : Trait pour trait. La tournée qui suit marque une fin a priori provisoire du groupe Sniper. Les trois membres se consacrent à leurs albums solos. En 2007, il compose avec Soprano le titre Ferme les yeux et imagine-toi. Ce morceau est un des singles de l'album de Soprano, qui a permis à Blacko de se faire connaître davantage du « grand public ».

### Carrière solo
Le 20 février 2008, Blacko annonce sa séparation du groupe depuis juillet 2007. Le titre bonus Intersection sur l'album solo de Tunisiano est ainsi le dernier à représenter le groupe Sniper au complet. En 2009, le label Desh Musique boycotte la sortie de l'album Enfant du Soleil de Blacko, un album orienté reggae. La même année, Blacko participe également à l'album Crise de conscience de Kool Shen, pour la chanson Eldorado.
En février 2010, Blacko décide de diffuser son album boycotté par son label par le biais d'Internet[source secondaire souhaitée]. Les 17 titres de l'album Enfant du soleil sont donc mis à disposition du grand public, ce qui clôt le brouillard autour de la sortie de cet opus qui ne verra jamais le jour dans les bacs, tout du moins pas sous cette forme[source secondaire souhaitée]. À la suite de la diffusion de son album, Blacko est assigné en justice après un dépôt de plainte du label sous lequel l'album aurait dû sortir, Desh Musique[source secondaire souhaitée]. Le 20 décembre 2011, un album EP 5 titres voit le jour, intitulé Instin Kaf. Il mêle « seggae » et « maloggae », deux styles de musiques puisant leurs origines de l'île Maurice et de La Réunion. Cet album est disponible gratuitement et sous le pseudonyme Afrikaf[source secondaire souhaitée].
En février 2015, il revient au rap avec un EP sept titres intitulé Le temps est compté, qui introduit son retour avec un nouvel album prévu pour novembre 2015. Il apparait également en featuring avec The King's Son sur le morceau I'm Not Rich. Dans son clip de la chanson Préviens-les, extraite du EP Le temps est compté, Blacko regarde tristement et symboliquement le disque d'or de l'album Trait pour trait de Sniper s'enflammer et brûler. Dans le même temps, il renoue des liens avec son ancien groupe et fait plusieurs apparitions live avec Aketo et Tunisiano. 
En novembre 2015, Blacko publie son deuxième album solo Dualité, soit huit ans après la sortie avortée dans les bacs de l'album Enfant du soleil. Contrairement aux précédents albums solos de Blacko, Dualité est distribué dans les bacs le 6 novembre 2015 et sur toutes les plateformes de téléchargements légales. L'album est produit par DJ E-Rise, Wealstarr et Joe Mike. 
En 2017, en parallèle, Blacko continue sa carrière reggae en publiant l'EP États d'âme, et il fait partie de la tournée de Sniper. En juin 2017, Blacko dévoile un nouveau clip, Mon trésor, extrait de son futur EP intitulé B.L.A.C.K.O et annoncé pour le 7 juillet 2017.

## Discographie

### Albums studio
- 2010 : Enfant du soleil
- 2011 :  Allez leur dire (mixtape)
- 2015 : Dualité
- 2024 : Chakras

### EP
- 2011 : Instin Kaf, sous le pseudonyme Afrikaf
- 2015 : Le temps est compté
- 2016 : États d'âme (EP Reggae)
- 2017 : B.L.A.C.K.O.
- 2019 : EP Reggae Covers Balavoine & Cabrel

### Albums collaboratifs
- 2001 : Du rire aux larmes
- 2003 : Gravé dans la roche
- 2006 : Trait pour trait
- 2018 : Personnalité suspecte, vol. 1

### Hors album
- 2006 : Faya Time
- 2006 : Give thanks / sur la mixtape Back To Zion Records, Purple Ting
- 2006 : Live Up
- 2006 : Solitary lion
- 2006 : Zamalia / sur la mixtape Special Delivery Records, Judgement Time
- 2006 : Zenfan kouraz
- 2007 : Zamalia (version ragga-maloya) (issu du site teamriddim.com)
- 2009 : Jah Is My Way
- 2009 : Libre
- 2009 : Prophétie
- 2009 : Allez leur dire
- 2009 : 'Pose le mic
- 2009 : My love (vocal trip)
- 2009 : Ami ennemi
- 2010 : Enfants du soleil (Roaring Records)
- 2011 : Douce France
- 2017 : Espoir
- 2017 : Vision
- 2017 : Homme de rue
- 2021 : Désolé
- 2022 : Ailleurs
- 2022 : Gratitude
- 2022 : Les étoiles
- 2022 : Courage

### Collaborations
- 1997 : M Group, Sheol, Aketo, Cap'Taine Kasfra & Philo - Je viens du 9.5.1.7.0 (sur l'EP de M Group, Tu disais quoi ?)
- 1998 : Sniper - Freestyle (sur la mixtape de DJ Cut Killer, Freestyle 2 vol.2 Banlieues)
- 1999 : Sniper - Exercice de style (sur la mixtape Boss of Scandalz Strategyz vol.1)
- 1999 : Sniper, Scalo & Prodige - Même pas 20 piges (sur la mixtape Première Classe vol.1)
- 2000 : Sniper - Association de scarlas (sur la mixtape Power of Unity)
- 2000 : K-Special & Sniper - Les porcs (sur l'album de K-Special, Cause à effet)
- 2000 : Blacko & Aketo - Freestyle (sur la mixtape de Karma, Karma mixtape)
- 2000 : Black Renega, Philo MC & Nèg'Marrons - La relève (sur la mixtape Hostile Records, Hostile 2000, Dans la cour des grands) vol. 1
- 2001 : Sniper & Diam's - J'aime pas (sur la mixtape de DJ Poska, What's the Flavor? 2)
- 2001 : Sniper - Le baroufle (freestyle) (sur la mixtape de Cut Killer, Cut Killer show 2)
- 2001 : Eben, Black Renega, El Tunisiano & Tonio Banderas - Mission suicide (sur la mixtape d'Eben & Kilomaître Prod, Mission suicide)
- 2001 : Sniper, Tandem, Eben & Bakar - Niquer le système (sur la mixtape de M. R, Sachons dire non II)
- 2001 : CMP Familia, Black Renega & ATK - On vient foutre le feu (sur la mixtape de CMP Prod & DJ James, Anthology)
- 2001 : Black Renega & El Tunisiano - Un inédit
- 2001 : L'Arcane, Black Renega, Aketo & Moxas - Au bord des larmes (sur la mixtape de l'Arcane, L'union fait la force)
- 2001 : L'Arcane, Psy4 de la Rime, ATK, Movez Lang, L'Skadrille, Sniper, Degun, Yak, Carré Rouge, L.I.M, 3e Œil… - L'union fait la force (sur la mixtape de l'Arcane, L'union fait la force)
- 2002 : Sniper - V.I.P (Vilains invités pathétiques) / sur la compilation de DJ Kost & DJ Goldfingers, "Double face 4
- 2002 : Blacko & J.MI Sissoko - Dangerous (sur la mixtape Kactus vol.1)
- 2002 : Corneille, Passi, K-Mel, Blacko, Daddy Mory, Nâdiya, Sheraz, EJM, Nathalie Loriot… - Si seulement on s'aimait (sur la compile de Sony Music, Hip-hop folies)
- 2002 : Princess Aniès, Doudou Masta, Scred Connexion, Maj Trafyk, Sniper, Layone, Safyr, Zoxea, Puzzle, Tepa, Black Vener, Ol'Kainry, Amara, TNT, Matt Moerdock, Atis, Triptik & Gentlemen - Hip-hop citoyen (sur l'initiative de Princess Aniès)
- 2002 : La Caution, Triptik, Scred Connection, Diam's, Mystik, Sterna, Bastos, le Rat Luciano, Wallen, Sniper, Arsenik, Lâam, Ol'Kainry, Kamnouze, Sully Sefil, Mon's, Ste, Malik, Tandem, Guetto Superstarr, J-Mi Sissoko, Donsilver, M. R, Daddy Mory, 3 Degres Est, Enhancer, Watcha, l'Esprit du Clan, Pleymo, Phaze, Sammy & Mass Hysteria - La lutte est en marche (sur la mixtape de M. R, Sachons dire non 2002)
- 2003 : Blacko, Dadoo & Kazkami - Victimes des circonstances (sur la mixtape Hematom Concept, Insurrection)
- 2003 : K-Reen, Blacko, Aketo & M.A.S.S - Qu'est-ce qu'on doit faire? (sur la mixtape VLS, Liberté d'expression vol.2, la conscience)
- 2003 : Blacko, Kamnouze & Niroshima - Tous 974
- 2003 : FBI et Blacko - Jump (sur l'album de FBI, La loi du talion)
- 2003 : Puissance Nord et Blacko - Ghetto bad boys (sur l'album de Puissance Nord, Avertissement)
- 2003 : Sniper - Plainte contre Gomez et Dubois (bonus) (sur l'album d'Eben & Faf Larage, Flics et hors la loi - Gomez & Dubois)
- 2003 : Sniper - Freestyle (sur la mixtape de Funky Maestro & DJ Poska, What's the flavor? 50)
- 2004 : Sniper & Bakar - On revient choquer la France (sur la mixtape de DJ Boudj, On revient choquer la France
- 2004 : Manu Key et Blacko - Oublie (sur l'album de Manu Key, Prolifique vol.1)
- 2004 : S.Killa et Blacko - La vengeance (sur la mixtape de S.Killa, Le contrat vol.1)
- 2004 : K.Ommando Toxik, Blacko, Mystik & X-Kalibur - On fait les choses (remix) (sur la mixtape de K.Ommando Toxik, Retour vers le futur)
- 2004 : Kery James, Blacko, le Rat Luciano, A.P, Big Brother Hakim, Busta Flex, Diam's, Disiz la Peste, Eloquence, Habiba, Jacky Brown, Jerry Da Funk Killa, Kamnouze, Kool Shen, Leeroy, Lino, Manu Key, Matt, Ol'Kainry, Passi, Pit Baccardi & Teddy Corona - Relève la tête / sur l'album de Kery James, Savoir et vivre ensemble
- 2005 : Sniper - Encore (sur la mixtape Talents Fachés Records, Rap performance 2005)
- 2005 : 113 & Blacko - Un jour de paix (sur l'album du 113, 113 degrés)
- 2005 : A.P, Manu Key, Kery James & Blacko - Humanity (sur la mixtape Zone Caraïbes)
- 2006 : L'Skadrille & Sniper - Bons moments (sur l'album de L'Skadrille, Nos vies)
- 2006 : Blacko & Krys - Être un homme (sur la mixtape Back To Zion Records, Purple Ting)
- 2006 : Blacko & Lady Sweety - Good love
- 2006 : Blacko, Tibenjah & Koto Mad - Crois en Jah (Issu du site www.allmighty-records.com)
- 2007 : Sniper - Quoi qu'il arrive (sur la BO du film Taxi 4)
- 2007 : Jerome Prister & Sniper - Say you'll be (remix) (sur la compilation Urban Raï 3)
- 2007 : Soprano & Blacko - Ferme les yeux et imagine toi (sur l'album de Soprano, Puisqu'il faut vivre)
- 2007 : Remal & Blacko - Faya (sur l'EP de Remal, Le temps presse)
- 2007 : Dragon Davy & Blacko - Leur France / sur l'album de Dragon Davy, J'arrive
- 2007 : DJ Iis, Akhenaton, Bomberman, Nina Kerkena, B2G, Diam's, Mc Real, Blacko, Nordine, Sofiane, Fashion, Kery James & Jango Jack - Morts pour rien 1 (sur la compilation de l’association 'Au-delà des mots', Morts pour rien)
- 2007 : Sniper - Intersection (exclusivité Internet de l'album de Tunisiano, Le Regard des gens)
- 2008 : Blacko & Kazkami - Violence (sur la mixtape de Kakin Jess Prod, Fat Taf 2)
- 2008 : Blacko & Jacky Brown - Liberté (sur la mixtape de Kakin Jess Prod, Fat Taf 2)
- 2008 : Al Peco & Blacko - Braquer notre chance (sur l'album d'Al Peco, Colonizason)
- 2008 : Malkijah & Blacko - Éducation (sur l'album de Malkijah, Eruption)
- 2009 : Kool Shen & Blacko - Eldorado (sur l'album de Kool Shen, Crise de conscience)
- 2010 : Blacko, MC Janik, Straïka D, Sista Jahan, Chadness, Jamal, Papa Tank, Jamadom, Sir Samuel, Daddy Yod, Misié Sadik, Krys, Aamir Moor, MC Al, Negus, Tiwony, Malkijah, Shakspear, Mainy Dog, Loopson, Koktel, Sabrina, Duff, Elimane, Little Guerrier, Sirius, Baraa-K & Kamosis - Tous ensemble pour Haïti / Botnem-Doubout, Tous ensemble pour Haïti
- 2010 : Atheena & Blacko - Femme de courage (sur la compilation de Synkronic, R'N'Beauty)
- 2010 : Skydone & Blacko - Force et courage (ur l'album de Skydone, Skydone & Friends)
- 2012 : Warrior King & Blacko - Praising Jah (sur l'album Cougar Riddim EP)
- 2013 : Furtif & Blacko - Vivre ma vie
- 2015 : Blacko & Joey Starr - Dépasse tes limites (sur l'album Le temps est compté)
- 2015 : The King's Son & Blacko - I'm Not Rich
- 2015 : Kaaris & Blacko - Voyageur (sur l'album Le bruit de mon âme)
- 2015 : Mac Tyer & Blacko - Fantômes (sur la réédition de l'album Je suis une légende)
- 2016 : Shaniz & Blacko - Loin d'ici
- 2016 : DJ Ken & Blacko - Mon île (sur la compilation Tobecomboss de DJ Ken)
- 2016 : Pix'L & Blacko - Reyoné

## Vidéographie

### Clips en collaboration
- 2005 - Un jour de paix (feat. 113)
- 2006 - Être un homme (feat. Krys)
- 2007 - Ferme les yeux et imagine-toi (feat. Soprano)
- 2007 - Leur France (feat. Dragon Davy)
- 2010 - Femme de courage (feat. Atheena)
- 2015 - I'm not rich (feat. The King's Son)
- 2016 - Loin d'ici (feat. Shaniz)
- 2016 - Réyoné (feat. Pix'L)

### Clips en solo
- 2010 - Chante - Enfant du Soleil
- 2011 - Jah Love - Enfant du Soleil
- 2014 - Le Temps est Compté - Le temps est compté
- 2015 - Préviens-les - Le temps est compté
- 2015 - Accroché à Mes Rêves - Le temps est compté
- 2015 - Que Dieu me Pardonne - Dualité
- 2015 - Équilibre - Dualité
- 2015 - Le Mur du Silence - Dualité
- 2016 - No Stress - Inédit
- 2017 - Mon Trésor - B.L.A.C.K.O.
- 2020 - Monde Malade
- 2021 - Désolé
- 2022 - Ailleurs
- 2023 - Gratitude
- 2023 - Même si ça fait mal
- 2023 - Mi aim a ou
- 2023 - Humanité
- 2024 - Regrets